# Lycée du Mont-Blanc René-Dayve
Le lycée du Mont-Blanc René-Dayve est un lycée polyvalent (enseignement général, professionnel et technologique) situé à Passy, Dans le quartier de l'Abbaye, dans le département de la Haute-Savoie. L'établissement possède un internat. Il est classé comme lycée des métiers.

## Présentation
Le lycée du Mont-Blanc René-Dayve est un lycée polyvalent,.

## Description

### Section sportive
Ce lycée accueille des sportifs de haut niveau avec des formations adaptées, notamment des hockeyeurs, grimpeurs et également des skieurs avec le « pôle espoir ski ».
Parmi les anciens élèves skieurs, on trouve Jeannie Longo, Jérôme Coppel, Olivier Magne et Bob Wollek qui ont aussi fait du ski avant leurs carrières, Tessa Worley, Thomas Fanara, Coline Mattel, Cyprien Richard, Steve Missillier, Jean-Marc Gaillard, Maurice Manificat, Laure Barthélémy, Sylvie Becaert, Vincent Vittoz, Roddy Darragon, Antoine Dénériaz, Marie Marchand-Arvier, Caroline Attia, Camille Cabrol et bien d'autres.

### Section Esabac
Ce lycée possède une section permettant de passer l'équivalent italien du baccalauréat français.

## Classement du lycée
Le Ministère de l'Éducation nationale publie pour chaque établissement les résultats des Indicateurs de valeur ajoutée des lycées (IVAL),. Pour le lycée général et technologique, en 2024, « 95 % des 354 élèves présents au baccalauréat ont obtenu leur diplôme » (taux de réussite attendu 97 %), 62 % d'entre-eux ont obtenu leur diplôme avec mention, bien que le taux attendu était de 68 %. Par ailleurs, le « taux d'accès de la seconde au baccalauréat constaté est inférieur de 3 points au taux attendu », soit 84 % au lieu de 87 %. Pour les voies professionnelles, en 2024, « 76 % des 38 élèves présents au baccalauréat ont obtenu leur diplôme » (taux de réussite attendu 87 %), 61 % d'entre-eux ont obtenu leur diplôme avec mention, alors que le taux attendu était de 57 %. Le « taux d'accès de la seconde au baccalauréat constaté est supérieur de 5 points au taux attendu », soit 67 % au lieu de 62 %.
Selon le classement établit par Le Parisien / Aujourd'hui en France, le lycée se classe 17e place au niveau départemental, sur 26 établissements, en 2025 (chiffres de 2024), obtenant une note de 11,52 sur 20 reposant sur « le nombre de spécialités disponibles dans ce lycée, son taux de réussite, le taux de mentions, la diversité du profil social des élèves de lycée ou encore sa valeur ajoutée », tout en indiquant s'appuyer en partie sur les indicateurs IVAL.
En 2015, le lycée était classé 22e au niveau départemental et 1400e au niveau national. Le classement s'établit sur trois critères : le taux de réussite au bac, la proportion d'élèves de première qui obtient le baccalauréat en ayant fait les deux dernières années de leur scolarité dans l'établissement, et la valeur ajoutée (calculée à partir de l'origine sociale des élèves, de leur âge et de leurs résultats au diplôme national du brevet).